# Route nationale 8 (Haïti)
Pour les articles homonymes, voir Route nationale 8.
La route nationale 8, ou RN 8, est une route nationale d'Haïti, reliant Croix-des-Bouquets à Ganthier et à la frontière entre Haïti et la République dominicaine.

## Présentation
La RN 8 est la liaison routière principale entre Haïti et la République dominicaine.
Elle part de la RN1 à la Croix-des-Missions. 
Continuant vers l'est, elle traverse Croix-des-Bouquets, longe la rive sud de l'Étang Saumâtre, et se termine à la Malpasse à la frontière entre Haïti et la République dominicaine.

## Tracé
- Carrefour Shadda
- Croix-des-Bouquets
- Rivière Blanche
- Bonnet
- Ganthier
- Fonds-Parisien
- Malpasse
- Frontière entre Haïti et la République dominicaine